# Kyri Sjöman
Kyri Margareta Elisabet Sjöman, född 9 mars 1953 i Bromma, är en svensk skådespelerska.

## Biografi
Kyri Sjöman debuterade hos Nils Poppe på Fredriksdalsteatern 1976 och spelade hos honom i flera uppsättningar fram till 1984, bl.a. Oskulden från Mölle, Blomman från Hawaii och Lilla Helgonet. Fram till 1989 var hon engagerad vid Helsingborgs stadsteater, därefter har hon tillhört den fasta ensemblen vid  Östgötateatern i Norrköping.
På Östgötateatern har hon haft framträdande roller som till exempel Anne i Anne Franks dagbok, Puck i En midsommarnattsdröm och Masja i Måsen. Andra uppsättningar där Kyri Sjöman medverkat är bl.a. En kul grej hände på vägen till Forum, Oliver, Klassträffen, Min modiga mor, Minnen i vatten och Arsenik och gamla spetsar.
Hon är syster till skådespelerskan Lickå Sjöman och moster till skådespelaren Pontus Sjöman.

## Filmografi
- 1980 - Blomman från Hawaii (TV)
- 1981 - Två man om en änka (TV)
- 1983 - Lilla helgonet (TV)

## Teater

### Roller (ej komplett)
| År   | Roll                       | Produktion | Regi               | Teater                   |
| ---- | -------------------------- | --- | ------------------ | ------------------------ |
| 1976 | Jette, hembiträde hos Duun | Oskulden från Mölle (Der Keusche Lebemann) Franz Arnold och Ernst Bach                                                                            | Hans Bergström     | Fredriksdalsteatern      |
| 1977 | Uppasserskan m.m.          | Fantastiska pappa (Le voyage de Monsieur Perrichon) Eugène Labiche                                                                                | Hans Bergström     | Fredriksdalsteatern      |
| 1977 |                            | Tolvskillingsoperan (Die Dreigroschenoper) Bertolt Brecht och Kurt Weill                                                                          | Hans Polster       | Helsingborgs stadsteater |
| 1978 | Malla, hembiträde          | Hjälten från Öresund (Der kühne Schwimmer) Franz Arnold och Ernst Bach                                                                            | Hans Bergström     | Fredriksdalsteatern      |
| 1978 | Marcello Springpojken      | Caviar och spagetti (Caviale e lenticchie) Giulio Scarnicci och Renzo Tarabusi                                                                    | Egon Larsson       | Helsingborgs stadsteater |
| 1979 | Henriette, kammarjungfru   | Min syster och jag (Meine Schwester und ich) Ralph Benatzky och Robert Blum                                                                       | Egon Larsson       | Fredriksdalsteatern      |
| 1982 | Josette                    | Mellan himmel och jord Staffan Westerberg | Karin Ekström      | Helsingborgs stadsteater |
| 1983 | Mathurine                  | Don Juan (Dom Juan ou Le Festin de pierre) Molière                                                                                                | Hans Polster       | Helsingborgs stadsteater |
| 1984 | Flickan                    | Äpplet i portföljen | Staffan Olzon      | Helsingborgs stadsteater |
| 1984 | Medverkande                | Paris 1878 Staffan Olzon | Staffan Olzon      | Helsingborgs stadsteater |
| 1984 | Medverkande                | Paris 1918 Staffan Olzon | Staffan Olzon      | Helsingborgs stadsteater |
| 1985 | Landshövdingen             | Panik i Rölleby Anna Bondestam | Bengt Ahlfors      | Helsingborgs stadsteater |
| 1985 | Medverkande                | Paris? Staffan Olzon | Staffan Olzon      | Helsingborgs stadsteater |
| 1985 | Momo                       | Momo eller kampen om tiden (Momo) Michael Ende | Bent Hesselman     | Helsingborgs stadsteater |
| 1986 | Babette                    | De båda sömngångarna eller Det nödvändiga och det överflödiga (Die beiden Nachtwandlern, oder das Notwendige und das Überflüssige) Johann Nestroy | Hans Polster       | Helsingborgs stadsteater |
| 1987 | Rakel                      | Tystnad Tagning! (הפלשתינאית, Ha-Palestinait) Joshua Sobol                                                                                        | Gunilla Berg       | Helsingborgs stadsteater |
| 1988 |                            | En natt i februari Staffan Göthe | Lars Svenson       | Helsingborgs stadsteater |
| 1988 | Jackie Metcalfe            | Min mamma sa... (My Mother Said I Never Should) Charlotte Keatley                                                                                 | Anna-Greta Bergman | Helsingborgs stadsteater |
| 1989 | Samantha                   | En familjeaffär (A Small Family Business) Alan Ayckbourn                                                                                          | Herman Ahlsell     | Helsingborgs stadsteater |
| 1989 | Sverigeskåpet              | Heliga Birgittas farliga lekar Johanna Enckell | Anita Blom         | Helsingborgs stadsteater |
| 2001 | Pseudolos                  | En kul grej hände på väg till Forum (A Funny Thing Happened on the Way to the Forum) Stephen Sondheim, Burt Shevelove och Larry Gelbart           | Staffan Aspegren   | Östgötateatern           |
| 2010 |                            | Familjen (August: Osage County) Tracy Letts | Tereza Andersson   | Östgötateatern           |
| 2012 |                            | Änglar i Amerika (Angels in America) Tony Kushner                                                                                                 | Tereza Andersson   | Östgötateatern           |